# ماذرفهم (الريدة)
'

تعديل مصدري - تعديل

ماذرفهم هي إحدى قرى عزلة الريدة وقصيعر بمديرية الريدة وقصيعر التابعة لمحافظة حضرموت، بلغ تعداد سكانها 58 نسمة حسب تعداد اليمن لعام 2004.